# More Betterness!
More Betterness! to szósty, długogrający album punkrockowego zespołu No Use for a Name. Wydany został 5 października 1999 roku nakładem wytwórni Fat Wreck Chords. Na tym albumie zmienia się nieco gatunek muzyki, jaką gra kapela. Zmiękczenie brzmienia gitar i wprowadzenie chwytliwych melodii zaowocowało wypracowaniem przez to wydawnictwo etykiety "pop punk"

## Lista utworów
1. "Not Your Savior" – 3:45
2. "Life Size Mirror" – 3:10
3. "Chasing Rainbows" – 2:49
4. "Lies Can't Pretend" – 2:48
5. "Why Doesn't Anybody Like Me?" – 3:09
6. "Sleeping In" – 3:06
7. "Fairytale of New York" – 4:04
8. "Pride" – 3:06
9. "Always Carrie" – 2:46
10. "Let It Slide" – 2:15
11. "Six Degrees from Misty" – 2:39
12. "Coming Too Close" – 3:18
13. "Saddest Song" – 4:00
14. "Room 19" – 3:20

## Skład zespołu
- Tony Sly - gitara, wokal
- Matt Riddle - bas
- Rory Koff - perkusja
- Chris Shiflett - gitara
- Cindy Black - wokal (gościnnie)
- Todd Denman i Bill Dennehy - gwizdanie

## Pozostały personel
- Fat Mike - produkcja
- Ryan Greene - produkcja, inżynier
- Adam Krammer - inżynier, asystent inżyniera
- No Use for a Name - aranże, produkcja
- Eddy Scheyer - mastering
- Ed Stasium - miksy
- Winni - fotografia na okładce